# Hihifo
Ne doit pas être confondu avec le village de Hihifo à Niuatoputapu, aux Tonga.
Hihifo est un des trois districts du royaume coutumier d'Uvea situé au nord de l'île Wallis, dans le territoire d'outre-mer de Wallis-et-Futuna.

## Urbanisme

### Transports publics

#### Transport aérien
Il comprend notamment l'aéroport de Hihifo.

## Toponymie
Son nom signifie « ouest » en wallisien.

## Politique et administration
Le siège administratif est à Vaitupu et comprend quatre autres villages : Vailala, Tufu'one, Mala'e et Alele.

### Liste des chefs de district (faipule)
Son chef de district (faipule) est Pelenato Salua depuis 2017 en remplacement de Pooi Fotofili. Il s'agit de Felise Tominiko Mautamakia Halagahu (petit-fils de Sosefo Mautamakia II) de 2005 jusqu'en 2016. En 1953, il s'agissait de Soane Toke. Dans les années 1930, il s'agissait d'un chef du nom de Sele. En 1888, il s'agissait d'un chef du nom de Tipodio.

## Population et société

### Démographie

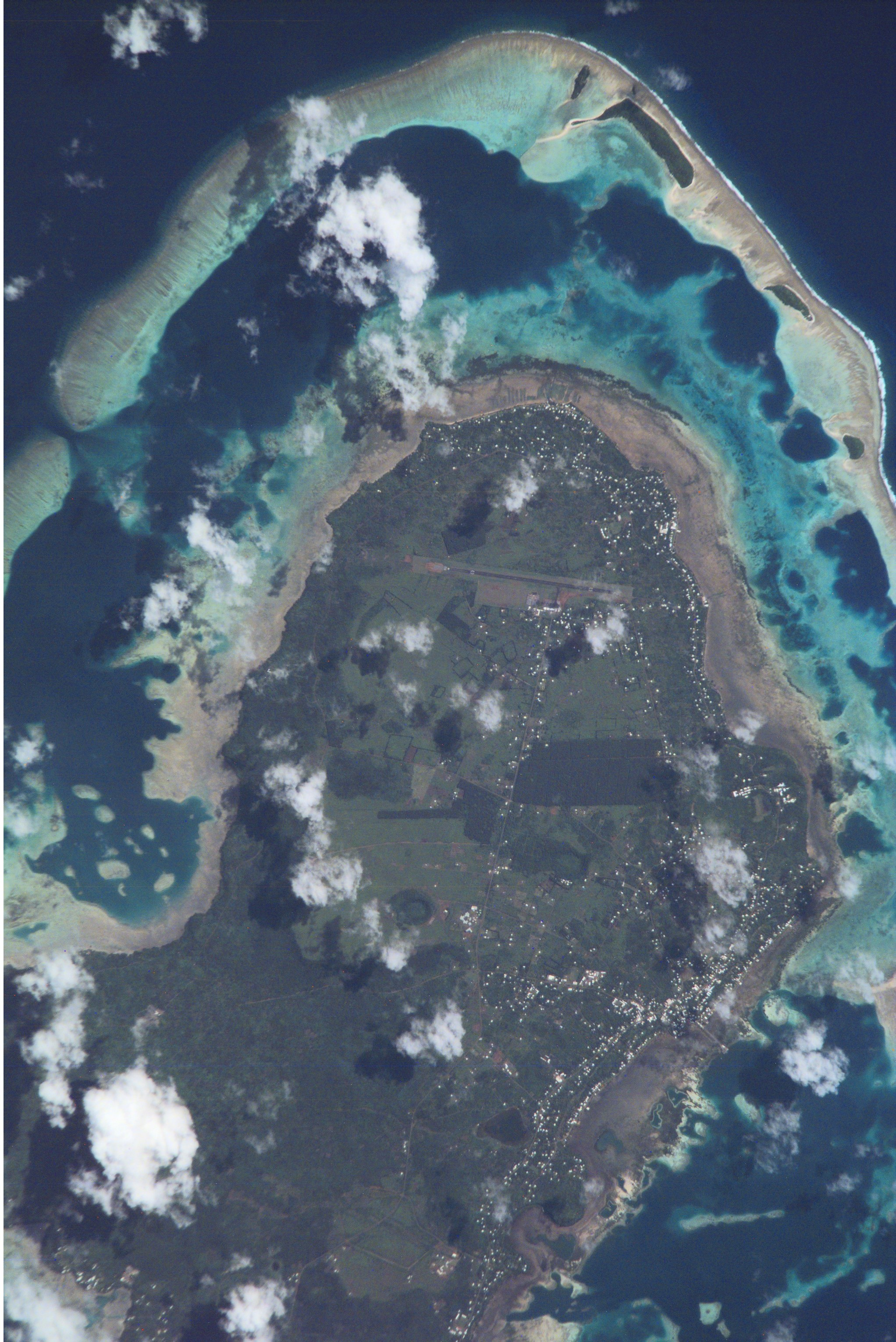
Les districts de Hihifo et de Hahake (image satellite de la NASA).

Il comptait 1 942 habitants en 2018.